# 로키 아레나
로키 아레나(영어: Rocket Arena)는 미국 오하이오주 클리블랜드에 위치한 실내 경기장이다. 현재 NBA 클리블랜드 캐벌리어스와 AHL 클리블랜드 몬스터스의 홈경기장으로, G 리그 클리블랜드 차지의 제2홈경기장으로 사용하고 있으면, 2028년부터 WNBA 클리블랜드 WNBA 팀 홈경기장으로 사용할 예정이다. 과거 IHL 클리블랜드 럼버잭스와 WNBA 클리블랜드 로커스, AHL 클리블랜드 배런스의 홈경기장으로 사용했다. 인근에 MLB 클리블랜드 가디언스의 홈구장 프로그레시브 필드가 있다.
| NBA 올스타전 개최 경기장 |                    |                    |
| 1996년                   | 1997년 건드 아레나 | 1998년             |
| 알라모돔                 | 1997년 건드 아레나 | 매디슨 스퀘어 가든 |
|                          |                    |                    |
|                          |                    |                    |

| NBA 올스타전 개최 경기장 |                               |               |
| 2021년                   | 2022년 로키 모기지 필드하우스 | 2023년        |
| 스테이트팜 아레나        | 2022년 로키 모기지 필드하우스 | 비빈트 아레나 |
|                          |                               |               |
|                          |                               |               |